# Lijst van voetbalinterlands Kroatië - Malta
Deze lijst van voetbalinterlands is een overzicht van alle officiële voetbalwedstrijden tussen de nationale teams van Kroatië en Malta. De landen speelden tot op heden tien keer tegen elkaar, te beginnen met een kwalificatiewedstrijd voor het Europees kampioenschap voetbal 2000 op 10 oktober 1998 in Ta' Qali. Het laatste duel, een kwalificatiewedstrijd voor het Wereldkampioenschap voetbal 2022, vond plaats in Ta' Qali op 11 november 2021.

## Wedstrijden
| №  | Plaats   | Datum            | Competitie           | Wedstrijd       | Uitslag |
| -- | -------- | ---------------- | -------------------- | --------------- | ------- |
| 1  | Ta' Qali | 10 oktober 1998  | EK 2000 kwalificatie | Malta – Kroatië | 1 – 4   |
| 2  | Zagreb   | 21 augustus 1999 | EK 2000 kwalificatie | Kroatië – Malta | 2 – 1   |
| 3  | Zagreb   | 30 maart 2005    | WK 2006 kwalificatie | Kroatië – Malta | 3 – 0   |
| 4  | Ta' Qali | 7 september 2005 | WK 2006 kwalificatie | Malta – Kroatië | 1 – 1   |
| 5  | Zagreb   | 17 november 2010 | EK 2012 kwalificatie | Kroatië – Malta | 3 – 0   |
| 6  | Ta' Qali | 2 september 2011 | EK 2012 kwalificatie | Malta – Kroatië | 1 – 3   |
| 7  | Zagreb   | 9 september 2014 | EK 2016 kwalificatie | Kroatië − Malta | 2 − 0   |
| 8  | Ta' Qali | 13 oktober 2015  | EK 2016 kwalificatie | Malta − Kroatië | 0 − 1   |
| 9  | Rijeka   | 30 maart 2021    | WK 2022 kwalificatie | Kroatië – Malta | 3 – 0   |
| 10 | Ta' Qali | 11 november 2021 | WK 2022 kwalificatie | Malta − Kroatië | 1 − 7   |

## Samenvatting
| Competitie      | Totaal gespeeld | Winst Kroatië | Gelijk | Winst Malta | Doelsaldo Kroatië – Malta |
| --------------- | --------------- | ------------- | ------ | ----------- | ------------------------- |
| WK-kwalificatie | 4               | 3             | 1      | 0           | 14 − 2                    |
| EK-kwalificatie | 6               | 6             | 0      | 0           | 15 − 3                    |
| Totaal          | 10              | 9             | 1      | 0           | 29 − 5                    |

## Details

### Vijfde ontmoeting
| EK 2012 kwalificatie (Zagreb, Kroatië, 17 november 2010): |       |       |
| Kroatië                                                   | 3 – 0 | Malta |
| Niko Kranjčar 19' Niko Kranjčar 42' Nikola Kalinić 81'    | goals |       |

### Zesde ontmoeting
| EK 2012 kwalificatie (Attard, Malta, 2 september 2011): |       |                                                        |
| Malta                                                   | 1 – 3 | Kroatië                                                |
| Michael Mifsud 38'                                      | goals | 11' Ognjen Vukojević 32' Milan Badelj 68' Dejan Lovren |

### Zevende ontmoeting
| EK 2016 kwalificatie (scheidsrechter Vladislav Bezborodov, Zagreb, 9 september 2014):                                                                                   |              | |
| Kroatië | 2 – 0        | Malta |
| Luka Modrić 46' Andrej Kramarić 81' | goals        | |
| Niko Kovač | bondscoach   | Pietro Ghedin |
| Danijel Subašić Darijo Srna Vedran Ćorluka Dejan Lovren Luka Modrić Ivan Rakitić Hrvoje Milić Marcelo Brozović Mateo Kovačić 46' Alen Halilović 67' Mario Mandžukić 79' | opstellingen | Andrew Hogg Andrei Agius Ryan Camilleri Steve Borg Clayton Failla 87' Paul Fenech Ryan Fenech Zach Muscat 34' Michael Mifsud André Schembri 76' Rowen Muscat |
| Nikica Jelavić 46' Andrej Kramarić 67' Ivica Olić 79' | wissels      | 34' Steve Bezzina 76' Bjorn Kristensen 87' Ryan Scicluna |
| Mario Mandžukić 31' | gele kaarten | 59' Ryan Fenech |
| | rode kaarten | 31' Steve Borg |

HNS · A-internationals · Selecties · Bondscoaches · Statistieken · Kroatisch vrouwenelftal · Olympisch elftal · Kroatië U21 · Kroatië U20 · Kroatië U19 · Kroatië U18 · Kroatië U17 · Kroatië U16
1940 – 1956 ·
1990 – 1999 ·
2000 – 2009 ·
2010 – 2019 ·
2020 − 2029
EK's: 1996 · 
2000 · 
2004 · 
2008 · 
2012 · 
2016 · 
2020 · 
2024
WK's: 1998 · 
2002 · 
2006 · 
2010 · 
2014 · 
2018 · 
2022
1940 · 
1941 · 
1942 · 
1943 · 
1944 · 
1945–1955 · 
1956 · 
1957–1989 · 
1990 · 
1991 · 
1992 · 
1993 · 
1994 · 
1995 · 
1996 · 
1997 · 
1998 · 
1999 · 
2000 · 
2001 · 
2002 · 
2003 · 
2004 · 
2005 · 
2006 · 
2007 · 
2008 · 
2009 · 
2010 · 
2011 · 
2012 · 
2013 ·  
2014 · 
2015 · 
2016 · 
2017 · 
2018 ·
2019 ·
2020 ·
2021 ·
2022 ·
2023
Albanië ·
Andorra ·
Argentinië ·
Armenië ·
Australië ·
Azerbeidzjan · 
België ·
Bosnië en Herzegovina ·
Brazilië ·
Bulgarije ·
Canada ·
Chili ·
China ·
Cyprus ·
Denemarken ·
Duitsland ·
Ecuador ·
Egypte ·
Engeland ·
Estland ·
Finland ·
Frankrijk ·
Georgië ·
Gibraltar ·
Griekenland ·
Hongarije ·
Hongkong ·
Ierland ·
IJsland ·
Indonesië ·
Iran ·
Israël ·
Italië ·
Jamaica ·
Japan ·
Joegoslavië ·
Jordanië ·
Kameroen · 
Kazachstan ·
Kosovo ·
Letland ·
Litouwen ·
Liechtenstein ·
Mali ·
Malta ·
Marokko · 
Mexico ·
Moldavië ·
Nederland ·
Nigeria ·
Noord-Ierland ·
Noord-Macedonië ·
Noorwegen ·
Oekraïne ·
Oostenrijk ·
Peru ·
Polen ·
Portugal ·
Qatar ·
Roemenië ·
Rusland ·
San Marino ·
Saoedi-Arabië ·
Schotland ·
Senegal · 
Servië · 
Slovenië ·
Slowakije ·
Spanje ·
Tsjechië ·
Tunesië ·
Turkije ·
Wales ·
Wit-Rusland ·
Zuid-Korea ·
Zweden ·
Zwitserland
Argentinië (2018) ·
Argentinië (2022) ·
Australië (2006) ·
België (2022) ·
Brazilië (2006) ·
Brazilië (2014) ·
Brazilië (2022) ·
Denemarken (2018) ·
Duitsland (2008) ·
Engeland (2018) ·
Engeland (2021) ·
Frankrijk (2018) ·
Ierland (2012) ·
IJsland (2018) ·
Italië (2012) ·
Japan (2006) ·
Kameroen (2014) ·
Marokko (2022, 1) ·
Marokko (2022, 2) ·
Mexico (2014) ·
Nigeria (2018) ·
Oostenrijk (2008) ·
Polen (2008) ·
Rusland (2018) ·
Schotland (2021) ·
Spanje (2012) ·
Spanje (2021) ·
Tsjechië (2016) ·
Tsjechië (2021) ·
Turkije (2008) ·
Turkije (2016)
Malta Football Association · A-internationals · Bondscoaches · Statistieken · Maltees vrouwenelftal · Malta U21 · Malta U20 · Malta U19 · Malta U18 · Malta U17 · Malta U16
1957 – 1959 ·
1960 – 1969 ·
1970 – 1979 ·
1980 – 1989 ·
1990 – 1999 ·
2000 – 2009 ·
2010 – 2019 ·
2020 − 2029
1957 · 
1958 · 
1959 · 
1960 · 
1961 · 
1962 · 
1963 · 
1964 · 
1965 · 
1966 · 
1967 · 1968 · 
1969 · 
1970 · 
1971 · 
1972 · 
1973 · 
1974 · 
1975 · 
1976 · 
1977 · 
1978 · 
1979 · 
1980 · 
1981 · 
1982 · 
1983 · 
1984 · 
1985 · 
1986 · 
1987 · 
1988 · 
1989 · 
1990 ·
1991 · 
1992 · 
1993 · 
1994 · 
1995 · 
1996 · 
1997 · 
1998 · 
1999 · 
2000 · 
2001 · 
2002 · 
2003 · 
2004 · 
2005 · 
2006 · 
2007 · 
2008 · 
2009 · 
2010 · 
2011 · 
2012 · 
2013 · 
2014 · 
2015 · 
2016 ·
2017 ·
2018 ·
2019 ·
2020 ·
2021 ·
2022
Albanië ·
Algerije ·
Andorra ·
Angola ·
Armenië ·
Azerbeidzjan ·
België ·
Bosnië en Herzegovina · 
Bulgarije ·
Canada ·
Centraal-Afrikaanse Republiek ·
Cyprus ·
DDR ·
Denemarken ·
Duitsland ·
Egypte ·
Engeland ·
Estland ·
Faeröer ·
Finland ·
Frankrijk ·
Gabon ·
Georgië ·
Gibraltar · 
Griekenland ·
Hongarije ·
Ierland ·
IJsland ·
Indonesië ·
Israël ·
Italië ·
Japan ·
Joegoslavië ·
Jordanië ·
Kaapverdië ·
Kazachstan ·
Koeweit ·
Kosovo ·
Kroatië ·
Letland ·
Libanon ·
Libië ·
Liechtenstein ·
Litouwen ·
Luxemburg ·
Moldavië ·
Nederland ·
Noord-Ierland ·
Noord-Macedonië ·
Noorwegen ·
Oekraïne ·
Oostenrijk ·
Polen ·
Portugal ·
Qatar ·
Roemenië ·
Rusland ·
San Marino ·
Schotland ·
Slovenië ·
Slowakije ·
Spanje ·
Thailand ·
Tsjechië ·
Tsjecho-Slowakije ·
Tunesië · 
Turkije · 
Venezuela · 
Verenigde Arabische Emiraten ·
Verenigde Staten ·
Wales ·
Wit-Rusland ·
Zuid-Afrika ·
Zuid-Korea ·
Zweden ·
Zwitserland